# Puccinia helianthi-mollis
Puccinia helianthi-mollis är en svampart som beskrevs av H.S. Jacks. 1918. Puccinia helianthi-mollis ingår i släktet Puccinia och familjen Pucciniaceae.   Inga underarter finns listade i Catalogue of Life.